# Tours Volley-Ball 2012-2013
Questa voce raccoglie le informazioni riguardanti il Tours Volley-Ball nelle competizioni ufficiali della stagione 2012-2013.

## Organigramma societario
Area direttiva
- Presidente: Didier Desassis

Area organizzativa
- Manager generale: Pascal Foussard

Area tecnica
- Allenatore: Mauricio Paes
- Allenatore in seconda: Thomas Royer

## Rosa
| N° | Nome                    | Ruolo | Data di nascita   | Nazionalità sportiva |
| -- | ----------------------- | ----- | ----------------- | -------------------- |
| 1  | Marcus Popp             | S     | 23 settembre 1981 | Germania             |
| 2  | Stanislav Šimin         | C     | 4 ottobre 1986    | Serbia               |
| 3  | Gérald Hardy-Dessources | C     | 9 febbraio 1983   | Francia              |
| 4  | Soané Falafala          | S     | 16 aprile 1993    | Francia              |
| 5  | Cyril Guittet           | L     | 13 agosto 1992    | Francia              |
| 6  | David Konečný           | S/O   | 10 ottobre 1982   | Rep. Ceca            |
| 7  | Jean-François Exiga     | L     | 9 marzo 1982      | Francia              |
| 8  | Nuno Pinheiro           | P     | 31 dicembre 1984  | Portogallo           |
| 10 | Guillaume Di Betta      | S     | 8 settembre 1994  | Francia              |
| 12 | Maxime Dillies          | P     | 11 aprile 1984    | Francia              |
| 13 | Kamil Baránek           | S     | 2 maggio 1983     | Rep. Ceca            |
| 14 | Renaud Lachaise         | P     | 12 maggio 1991    | Francia              |
| 15 | David Smith             | C     | 15 maggio 1985    | Stati Uniti          |
| 16 | Emmanuel Ragondet       | S     | 6 agosto 1987     | Francia              |
| 17 | Victor Le Guennec       | S     | 19 giugno 1994    | Francia              |
| 18 | Thibault Szymkowiak     | C     | 19 settembre 1991 | Francia              |